# Lăutarii de pe Valea Amaradiei
Pe valea râului Amaradia, în Podișul Oltețului se întâlnesc numeroase localități cu lăutari care au cântat inițial la vioară, bas, chitară și vuvă și rapsozi care au cântat la fluier, caval sau cimpoi. Satele de pe Amaradia au fost mult timp izolate și depărte de civilizație, fapt ce a înlesnit păstrarea unor cântece vechi, din care doar câteva au fost înregistrate ori publicate în culegeri. Astfel, un aspect aparte l-a constituit, încă, existența vuvarilor (a interpreților din vuvă - tamburină). Vuvarii au dat o notă aparte cântecelor de pe Amaradia. Instrumentul a mai fost întâlnit pe Gilort, la Novaci si la Turburea, iar la Arcani s-a făcut acompaniamentul pe baniță, probabil înaintașa vuvei. O parte din bijuteriile folclorice de pe Amaradia au fost descoperite, culese și înregistrate numeroase balade de Constantin Brăiloiu, perioada cercetărilor dintre 1938-1939. Lăutarii de pe Amaradia au fost conservatorii acestor balade, multe pierdute odată cu ei,

## Lăutarii din Berlești
În satele comunei Berlești au existat importante familii de rapsozi și lăutari. Satul Lihulești a avut lăutari cunoscuți spre izvoarele Amaradiei. Prima bandă a fost cea condusă de vioristul Alexandru Chirițoiu zis Pițian (n. 1911 – d. 1985), care a cântat împreună cu Ioana Chirițoiu (voce și chitară), Valeria Chirițoiu (voce și chitară) și Ion Văduva (bas). Un alt taraf apreciat pe valea Amaradiei a fost cel al vioristului Gheorghe Holtea (n. 1913 – d. 1997) și chitaristei Dafina Holtea. În perioada 1937-1940 cei doi au cântat la București.
Unul dintre cele mai apreciate tarafuri din județ a fost cel al violonistului Ion Busuioc zis Nelu (n. 1905 – d. ?) din Scrada, comuna Berlești. Taraful său era format din: Anica Busuioc (chitară și voce), violonistul Constantin Busuioc (fiul său, care avea să ajungă dirijor la Orchestra „Doina Olteniei” și la Ansamblul „Nicolae Bălcescu” din Dolj), Marița Fălciu (voce) și Ion Boncea (bas). Grupați într-o formație familială, aceștia aveau o manieră specială de execuție. Au fost descoperiți de către Constantin Brăiloiu în timpul cercetărilor din august 1930 și înregistrați, mai întâi pe cilindri de fonograf și, ulterior, pe discuri de patefon, la București. Între 1938-1940 apar mai multe plăci cu taraful lui Nelu Busuioc, cu înregistrări realizate pentru Fondul de Folklor, la casele de discuri (Electrecord, Odeon și Columbia).

## Lăutarii din Logrești
În prima jumătate a secolului al XX-lea, cel mai vestit lăutar din localitate a fost Dumitru Ciucurescu. Banda de lăutari a lui Dumitru Ciucurescu (n. 1904 – d. 1977), viorist primaș, a cântat la București în perioada 1939-1940, la restaurantul din zona Gării de Nord cunoscut sub denumirea „La trei păduchi”. Formația sa mai cuprindea pe soția sa, Maria Ciucurescu (chitară și voce), basistul Gore Giurgi și vuvarul Alexandru Mitricioiu. Cu trecerea timpului, copiii săi și-au format formații proprii. Primul din fiii săi, vioristul Alexandru Ciucurescu (n. 1922 – d. 1978) și-a creat o formație proprie care cuprindea pe Romică Bârcă (bas) din Frunza și pe soția sa, Sabina (voce), foarte apreciată pentru repertoriu și modul cald de interpretare. Celălalt fiu al lui Dumitru, vioristul Gheorghe Ciucurescu zis Gogu (n. 1933) și-a format un taraf în care cânta cu soția sa, Veronica Ciucurescu (chitară și voce), fiica lăutarului Gheorghe Holtea din Lihulești, Toma Stelică (bas) și Elena Ciucurescu (acordeon și voce). Mezinul familiei, vioristul Dumitru Ciucurescu zis Mitru (n. 1949) a studiat vioara la București, activând ulterior în Târgu Jiu. 
Actualmente în Târgu Logrești mai cântă lăutarul Dumitru Ciucurescu și cei trei fii ai săi: Benone, Florin și Marcel, fiecare având propria formație.

## Lăutarii de pe Amaradia de Jos
Cel mai vestit lăutar din Stoina și Păișani a fost Constantin Vraciu (n. 1911 – d. 1955). A cântat cu solista și chitarista Chiva Pițigoi (n. 1908 - d. 1970), basistul N. Văduva zis Zain, iar sporadic îl avea în formație și pe țambalistul Cioacă. A murit sărac în spitalul T.B.C. din Craiova.
În satele Slămnești-Crusețu și Bodăiești (astăzi în județul Dolj) s-au aflat vestiții lăutari din familia Căldăraru. Taraful vioristului Dumitru Căldăraru zis Doicin se compunea din fiul său, Gheorghe Căldăraru (vioară și chitară), Nicolae Căldăraru (vioară), solistele Ioana Căldăraru (fostă Ciucurescu, din Târgu Logrești, dar stabilită aici prin căsătorie), Matilda Căldăraru și Clotilda Căldăraru (toate și chitariste) și un basist. Între anii 1930-1939, lăutarii Nicu și Doicin Căldăraru au cântat în București, la cârciuma „Cina românească“. În 1938 au fost înregistrați și pe plăci de gramofon de către Constantin Brăiloiu, pentru casa de discuri Electrecord.
Actualmente mai activează taraful lui Paul Feraru din Stejari și cel al lui Gheorghe Panache din Crușeț.